# Shahnez Boushaki
Shahnez Boushaki (Argel, 22 de outubro de 1985) é uma ex-basquetebolista argelina que jogou durante 8 épocas na Seleção Argelina de Basquetebol Feminino, tendo-se retirado em 2018.

## Carreira
Com a Argélia jogou em:

### FIBA ÁfricaeAfrobasket
- Campeonato Africano de Basquetebol Feminino de 2013 [en]
- Campeonato Africano de Basquetebol Feminino de 2015 [en]
- Copa dos Campeões de Clubes Femininos da FIBA 2016 [en]
- Copa dos Campeões de Clubes Femininos da FIBA 2017 [en]

### Jogos Pan-Africanos
- Jogos Pan-Africanos de 2011
- Jogos Pan-Africanos de 2015

### Campeonato Árabe
- Campeonato Árabe de Clubes de Basquetebol 2014 [en]
- Campeonato Árabe 3x3 de Basquetebol de Clubes de 2016 [en]